# Theodor Billroth
Christian Albert Theodor Billroth (Bergen auf Rügen, Alemanha, 26 de agosto de 1829 – Opatija (hoje Croácia), Áustria-Hungria, 6 de fevereiro de 1894) foi um dos maiores cirurgiões germânicos na história da medicina. Mencionado entre os pioneiros da cirurgia abdominal, deu seu próprio nome a uma intervenção de cirurgia gástrica que foi amplamente praticada em todo o mundo.

## Biografia
Exerceu medicina em Zurique e Viena. Também músico virtuoso ao violino, foi amigo pessoal de Johannes Brahms. Dentre suas principais cirurgias destacam-se: as cirurgias da vesícula e das vias biliares como as derivações biliares, as técnicas de retirada do estômago que levam o seu nome (Billroth I e Billroth II), a laringectomia total e a cirurgia das glândulas salivares. Teve papel importante no início da cirurgia da glândula tiroide, que posteriormente foi desenvolvida e aprimorada tecnicamente por seu talentoso aluno Emil Theodor Kocher.[carece de fontes?]